# Trương Quang Tuân
Trương Quang Tuân (1923-1959) là một nhà cách mạng Việt Nam.

## Tiểu sử
Trương Quang Tuân quê ở thôn Trà Bình, xã Tịnh Trà, huyện Sơn Tịnh, tỉnh Quảng Ngãi.. Cha ông là cụ Trương Quang Cận là một danh nhân của tỉnh Quảng Ngãi. Cụ Trương Quang Cận là một trong 4 người xây dựng mô hình Công xã đầu tiên ở Việt Nam vào những năm đầu của thế kỷ XX.
Ông Trương Quang Tuân được gia đình cho đi học tại Trường Quốc học Huế. Tại đây ông được tiếp xúc với các nhà cách mạng và quyết tâm đi theo cách mạng.
Từ năm 1943, ông được cử về tổ chức hoạt động cách mạng tại tỉnh Quảng Ngãi.
Năm 1945, ông tham gia tổ chức tổng khởi nghĩa tại tỉnh Quảng Ngãi và làm Chủ tịch Việt Minh tỉnh Quảng Ngãi đến tháng 4/1947
Tháng 5/1947, ông được cử giữ chức Bí thư Tỉnh ủy Quảng Ngãi.
Tháng 2/1949, trong Đại hội lần thứ III của Đảng bộ Quảng Ngãi họp tại xã Hành Đức, huyện Nghĩa Hành, ông tiếp tục được bầu giữ chức vụ Bí thư Tỉnh ủy Quảng Ngãi.
Tháng 9/1949, ông được cử ra Bắc làm Thư ký cho Phó Thủ tướng Phạm Văn Đồng.
Năm 1951, ông tham dự Đại hội Đảng lần thứ III tại chiến khu Việt Bắc 
Cuối năm 1953, ông được cử trở lại Miền Nam công tác tại Quảng Ngãi và Liên khu V.
Đầu năm 1955, ông nằm trong số 200 cán bộ chủ chốt được Trung ương Đảng phân công ở lại Miền Nam để xây dựng Đảng và phát triển phong trào Cách mạng Miền Nam sau Hiệp định Geneve
Từ năm 1955-1956, ông làm Bí thư Ban cán sự Đảng tỉnh Đắk Lắk, Ủy viên Liên khu V, Bí thư Ban cán sự liên tỉnh V.
Từ năm 1956-1958, ông làm Bí thư liên tỉnh Gia Lai - Kon Tum, Phó Bí thư Liên khu V kiêm Chính ủy Trung đoàn 120
Cuối năm 1958, ông ra Bắc để dự Hội nghị TƯ 3 về chuẩn bị đồng khởi và chuyển qua đấu tranh vũ trang tại Miền Nam. .
Đầu năm 1959, ông quay lại vào Miền Nam để phổ biến về Nghị quyết TƯ về đồng khởi cho Hội nghị cán bộ Liên khu V. Ông hy sinh ngày 23/6/1959 tại huyện Trà My, tỉnh Quảng Nam khi chỉ còn gần một ngày đường núi nữa là về đến nơi tổ chức Hội nghị.